# Tiens Broek
Het Tiens Broek is een natuurgebied nabij de Vlaams-Brabantse stad Tienen.
Het ruim 8 hectare grote gebied, dat beheerd wordt door Natuurpunt, bestaat uit een aantal bezinkingsvijvers in de vallei van de Grote Gete, waar vooral veel watervogels op af komen. Hier broeden onder meer de blauwborst, kleine karekiet en rietgors. Enkele verlate bezinkingsvijvers ontwikkelden zich tot moeras met onder meer aardbeiklaver, brede orchis en platte rus.
Veel trekvogels, waaronder zeldzame soorten, doen het gebied aan.